# Signoria di Bāniyās
La Signoria di Bāniyās era un valvassore del Principato di Galilea che a sua volta era vassallo del crociato Regno di Gerusalemme.
Nel 1128 i Nizariti diedero Bāniyās a Baldovino II che la infeudò a Rénier Brus, questi era anche Signore di Assebebe, che fu fusa con Bāniyās.
La figlia di Renier sposò Umfredo II che divenne Signore di Bāniyās attorno al 1148.
Umfredo II vendette parti delle signorie di Chastel Neuf e di Bāniyās ai Cavalieri ospitalieri nel 1157; il resto di Bāniyās rimase unita con la Signoria di Toron finché fu conquistata da Nur ad-Din, il 18 novembre 1164. Nel 1176 fu parzialmente recuperata dai cristiani e divenne parte della Seigneury di Joscelin III di Edessa.

## Signori di Bāniyās
- 1128-1148: Rénier Brus († 1128)

- 1148-1157: Umfredo II di Toron, genero del precedente

- 1157-1167: in parte venduta agli Ospitalieri ed in parte fusa con la Signoria di Toron

- 1167-1176: conquista di Nūr al-Dīn (Norandino)

- 1176-1187: Joscelin III di Edessa